# 舒斯云
舒斯云（1935年8月—），女，江西南昌人，中国神经生物学家，原第一军医大学附属二院神经生物学研究室主任，解放军神经医学中心主任。